# Modewoord
Modewoorden of mode-uitdrukkingen zijn woorden of zinsdelen die in algemeen gebruik zijn, maar niet gedurende een lange periode.
Modewoorden kunnen worden gebruikt om nieuwe maatschappelijke verschijnselen aan te duiden, maar soms worden nieuwe woorden gebruikt voor al bestaande fenomenen. Als een modewoord het 'overleeft', gaat het na verloop van tijd deel uitmaken van de standaardtaal. Als het ook een nieuw woord is, spreekt men van een neologisme.
Vaak worden modewoorden gebruikt in bepaalde sociale klassen. Ze vormen als sociolect dan een bron van onderzoek voor de sociolinguïstiek.
Veel modewoorden in het Nederlands zijn afkomstig uit het Engels. Men spreekt dan van anglicismen. Als het taalgebruik van een spreker of schrijver te veel door het Engels is beïnvloed, spreekt men wel van de Engelse ziekte.
Ook de sport en de politiek zijn belangrijke bronnen van modewoorden.

## Gerelateerde onderwerpen
- Neologisme
- Breezertaal
- Buzzwoord
- Engelse ziekte
- Newspeak
- Rage